# Dick Tracy (serial cinematografico)
Dick Tracy è un serial cinematografico del 1937 diretto da Alan James e Ray Taylor. Prodotto dalla Republic Pictures, il seria è basato sulla striscia a fumetti Dick Tracy creata da Chester Gould nel 1931.

## Episodi
1. The Spider Strikes (29:31)
2. The Bridge of Terror (19:11)
3. The Fur Pirates (20:25)
4. Death Rides the Sky (20:49)
5. Brother Against Brother (19:14)
6. Dangerous Waters (16:52)
7. The Ghost Town Mystery (20:11)
8. Battle in the Clouds (18:40)
9. The Stratosphere Adventure (18:00)
10. The Gold Ship (18:28)
11. Harbor Pursuit (16:35)
12. The Trail of the Spider (17:39)
13. The Fire Trap (16:45)
14. The Devil in White (20:35)
15. Brothers United (16:59)

## Distribuzione
Il serial era costituito da 15 episodi di circa 20 minuti l'uno, ognuno dei quali veniva proiettato per una settimana nello stesso cinema. La conclusione di ogni episodio era caratterizzata da un cliffhanger, per invitare il pubblico ad andare al cinema anche la settimana successiva.
Il serial venne in seguito raggruppato e distribuito in quattro mediometraggi di circa un'ora ciascuno:
- Nel regno del Ragno (Dick Tracy - The Spider Strikes, 1937) - Raggruppa gli episodi 1-3 (62 min)
- La morte corre nei cieli (Dick Tracy - Death Rides the Sky, 1937) - Raggruppa gli episodi 4-7 (67 min)
- Battaglia tra le nuvole (Dick Tracy - Battle in the Clouds, 1937) - Raggruppa gli episodi 8-11 (60 min)
- La pista del Ragno (Dick Tracy - The Trail of the Spider, 1937) - Raggruppa gli episodi 12-15 (62 min)

## Sequel
- La resa dei conti (Dick Tracy Returns, 1938)
- Dick Tracy's G-Men (1939)
- Dick Tracy vs. Crime, Inc. (1941)